# 库扎米·派伊
库扎米·派伊（1993年11月11日—）是一名马来西亚足球运动员，司职后卫。目前效力马来西亚超级足球联赛俱乐部雪兰莪，也代表马来西亚国家足球队。

## 荣誉

### 俱乐部
马六甲联
- 马来西亚首要足球联赛冠军：2016年